# Leap Day
Leap Day (Nederlands: schrikkeldag) is een Nederlandse progressieve-rockband. De band is gevormd in 2008 en is een initiatief van Koen Roozen, de drummer van Flamborough Head.
Het opstarten van Leap Day heeft twee jaar in beslag genomen. Roozen startte begin 2007 een zoektocht naar geschikte muzikanten voor een nieuw te vormen progressieve-rockband. In eerste instantie werd Derk Evert Waalkens bereid gevonden en sloot ook Hans Gerritse (Nice Beaver) zich aan. Deze kerngroep wist zanger Jos Harteveld (Pink Floyd Project) te interesseren voor de rol als zanger. Peter Stel nam de rol van basgitarist op zich. Gert van Engelenburg werd als tweede toetsenist aangetrokken. In deze samenstelling trad de formatie op het Progfarm 2007 festival onder de naam King Eider.
Na afloop van het project heeft Hans Gerritse de band verlaten, maar werd Eddie Mulder (ook Flamborough Head en Trion) bereid gevonden te participeren. Op 29 februari 2008 (schrikkeldag) besloot het gezelschap verder onder de naam Leap Day door het leven te gaan. Naast het opnemen van albums treedt Leap Day ook regelmatig op. Zo deed de band in maart 2011 samen met The Watch een aantal optredens in Polen, het land waar ook het label van de groep gevestigd is. In 2013 maakt Leap Day het album From the days of Deucalion chapter 1 over de omstreden ideeën van Immanuel Velikovsky. Maart 2018 verlaat bassist Peter Stel de band en wordt vervangen door Harry Scholing. Jos Harteveld geeft begin 2020 aan de band wegens tijdgebrek te verlaten. Hij wordt vervangen  door zanger Hans Kuypers.
Daarna was het tijd om een nieuw album op te nemen, en in november 2021 zag 'Treehouse' het licht.
De release van het album Treehouse droeg er aan bij dat Leap Day in 2022 opnieuw afreisde naar Polen. Dit maal voor een optreden tijdens het Festiwal Rocka Progresywnego in Gniekowo. Later dit jaar zou de band ook te zien zijn in Chepstow Engeland waar zij optrad tijdens het Summer's End Festival. Ditzelfde jaar deed de band een theatershow in Hof 88 in Almelo ter ere van de 1000ste uitzending van het radioprogramma Xymphonia. En trad zij een uur lang live op tijdens Noardewijn voor omrop Fryslan. 
Begin 2025 trekt Leap Day zanger Roelof Beeftink aan als vervanger van Hans. Samen met Roelof wordt er hard gewerkt aan het realiseren van het nieuwe album. De release van dit nieuwe album wordt eind 2025 verwacht.
Verder organiseert Leap Day al meer dan 10 jaar, elke eerste zaterdag in november haar eigen Northern Prog Festival in Siegerswoude. Op dit gezellige kleinschalige festival treden de betere progrock bands uit binnen- en buitenland op.

## Discografie
- 2008: Demo (eigen beheer)
- 2009: Awaking the Muse (OSKAR)
- 2011: Skylge's lair (OSKAR)
- 2013: From the days of Deucalion chapter 1 (OSKAR)
- 2015: From the days of Deucalion chapter 2 (OSKAR)
- 2016: Live at the Northern Prog Festival (OSKAR)
- 2018: Timelapse (OSKAR)
- 2021: Treehouse (OSKAR)